# Death to Spies
Death to Spies ist ein Stealth-Computerspiel, das von Haggard Games entwickelt und 2007 von 1C Company veröffentlicht wurde. Das Spiel hat zwei Fortsetzungen: 2009 wurde Death to Spies: Moment of Truth veröffentlicht, und 2016 erschien Alekhine's Gun.

## Handlung
Die Geschichte spielt kurz nach dem Zweiten Weltkrieg. Der Spieler schlüpft in die Rolle von Semion Strogov, einem Agenten eines sowjetischen Spionagedienstes namens Smersh. In der Gegenwart befindet sich Strogov in der Lubjanka und wird von einem MGB-Ermittler verhört: Strogov berichtet in Rückblenden von seinen gefährlichen Missionen während des Krieges hinter den Linien des feindlichen Dritten Reiches unter der Leitung von Viktor Abakumov, ein Minister der verhaftet wurde, was die Begründung des Verhörs ist. Genau in diesen Rückblenden übernimmt der Spieler die Kontrolle über Strogov und muss versuchen, die verschiedenen riskanten Ziele der einzelnen Missionen zu erreichen.

## Spielprinzip
Das Spiel ist ein Stealth-Computerspiel, in dem man den Spieler aus einer Verfolgerperspektive sieht, und entfaltet sich durch zehn Missionen, die hauptsächlich Aufgaben wie Infiltration, Informationsbeschaffung und Eliminierung einiger Zielpersonen beinhalten. Das Spiel hat viele Aspekte aus Hitman übernommen, vor allem die Verkleidung, um sich unbemerkt einschleusen zu können, und das Ziehen der Leichen, um sie zu verstecken und die Feinde nicht zu alarmieren.
Eine Übersichtskarte zeigt die Position jedes Feindes, die Richtung, in die er blickt, und manchmal sein Sichtfeld. Sie beschreibt auch das Misstrauen: Grüne Wachen lassen den Spieler passieren, gelbe Wachen sind dem Spieler gegenüber misstrauisch und rote Wachen haben die Infiltration entdeckt.
Die Ausrüstung ist typisch für Spionage und umfasst Chloroform, ein Messer, eine Garrotte, ein Fernglas, eine Fotokamera, einen Drahtschneider, einen Dietrich, verschiedene Granaten und Schusswaffen.
Man kann die Feinde mit bloßen Händen oder mit Chloroform neutralisieren oder sie mit einem Messer, einer Garotte oder einer Schusswaffe töten. Im Gegensatz zu Hitman ist es nicht möglich, die Uniform eines Gegners zu tragen, wenn dieser durch Blutvergießen (Messer oder Schusswaffe) getötet wurde.
Aufgrund der großen Anzahl von Gegnern ist ein unauffälliges Vorgehen erforderlich; außerdem wird am Ende jeder Mission eine Bewertung vergeben, die Verstohlenheit belohnt.

## Rezeption
Death to Spies erhielt größtenteils überdurchschnittliche Kritiken. Laut Metacritic erhielt das Spiel eine Punktzahl von 69/100. Bei GameRankings hat das Spiel eine Punktzahl von 70 %. GameSpot gab dem Spiel 7 von 10 Punkten und lobte die detaillierten Leveldesign und herausfordernden Missionen, stellte aber gleichzeitig fest, dass das Spiel manchmal übermäßig schwierig sein kann. IGN gab ihm eine 8 von 10 Punkten und sagte, dass das Spiel durchaus schwierig sein kann, aber dennoch Spaß macht.